# Hadena persimilis
Hadena persimilis là một loài bướm đêm thuộc họ Noctuidae. Nó được tìm thấy ở Balkan, the European part of tây nam Nga, Ukraina, Thổ Nhĩ Kỳ, Israel, Armenia, Azerbaijan, Iran, Turkmenistan và Kazakhstan.
Con trưởng thành bay từ tháng 6 đến tháng 7. Có một lứa một năm.
Ấu trùng có thể ăn các loài capsules của Caryophyllaceae.

## Phụ loài
- Hadena persimilis persimilis
- Hadena persimilis balcanica